# Shymkent (flygplats i Kazakstan)
Shymkent är en flygplats i Kazakstan. Den ligger i den södra delen av landet, 1 000 km söder om huvudstaden Astana. Shymkent ligger 422 meter över havet.
Terrängen runt Shymkent är platt. Runt Shymkent är det mycket tätbefolkat, med 1 177 invånare per kvadratkilometer. Närmaste större samhälle är Sjymkent, 12,2 km sydost om Shymkent. Trakten runt Shymkent består i huvudsak av gräsmarker.